# Arco y flecha

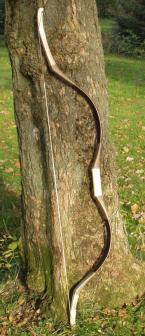
Una reconstrucción moderna, en fibra de vidrio y madera, de un histórico arco compuesto

El arco y la flecha es un arma de proyectil en uso desde la Prehistoria por la mayoría de las culturas. Fue usado tanto para cazar como de arma ofensiva.

## Descripción
Un arco es un arma flexible que dispara proyectiles aerodinámicos denominados flechas. Una cuerda o lazo se une a los dos extremos del arco y cuando la cuerda se estira en varias ocasiones, los extremos del arco se flexionan. Cuando se libera la cuerda, la energía potencial generada por la flexión del arco se transforma en la velocidad de la flecha.
Hoy en día, los arcos y las flechas se utilizan principalmente para la caza y para el deporte del tiro con arco. A pesar de que todavía se utilizan en ocasiones como armas de guerra, el desarrollo de la pólvora y mosquetes, y el creciente tamaño de los ejércitos, llevó a su sustitución en la guerra de hace varios siglos en gran parte del mundo.
Alguien que hace arcos se le conoce como un arquero; y uno que hace las flechas es un flechero o  en el caso de la fabricación de cabezas de metal para las flechas, un herrero o forjador de flechas.

## Historia

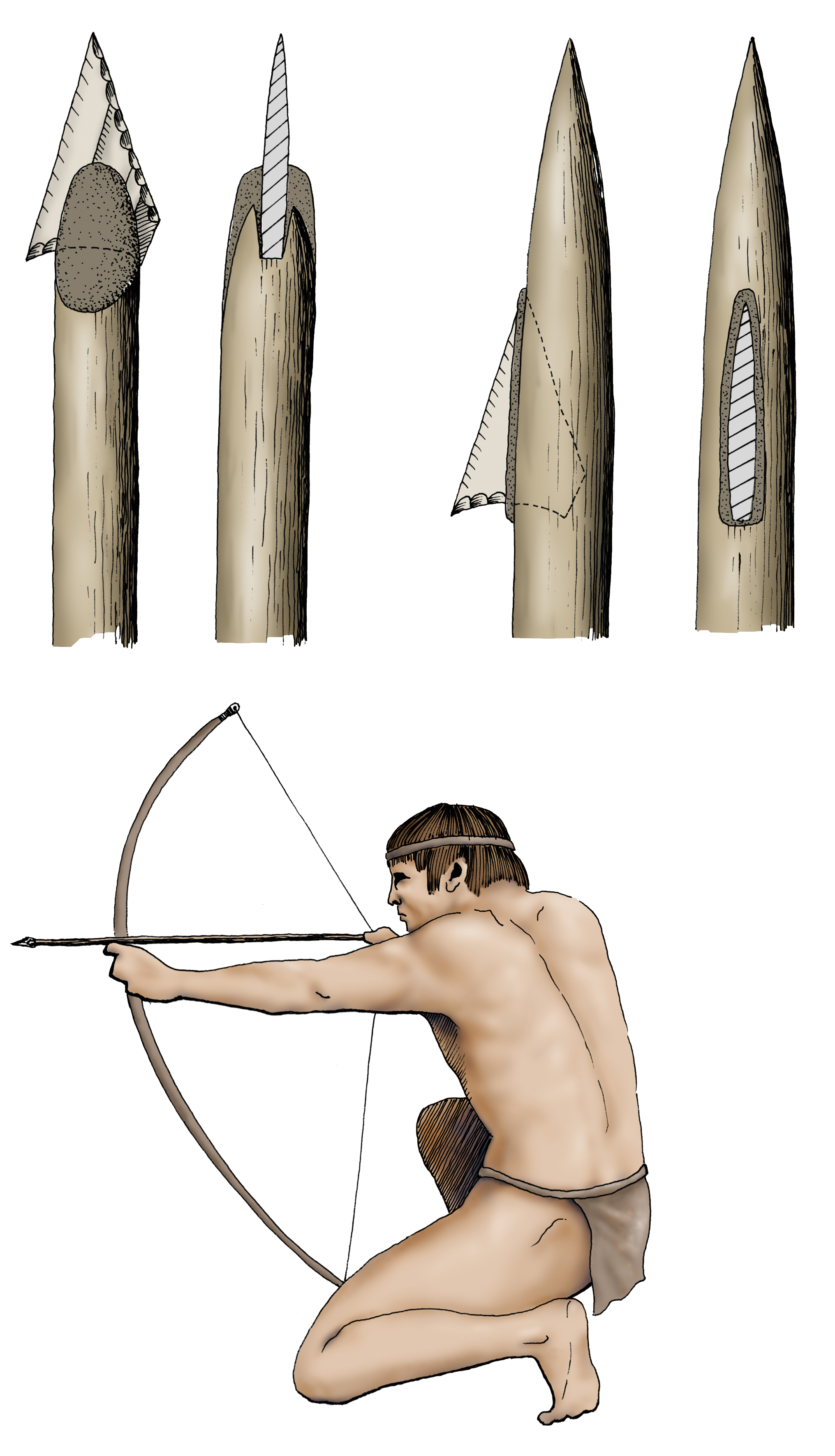
Arquero paleolítico.

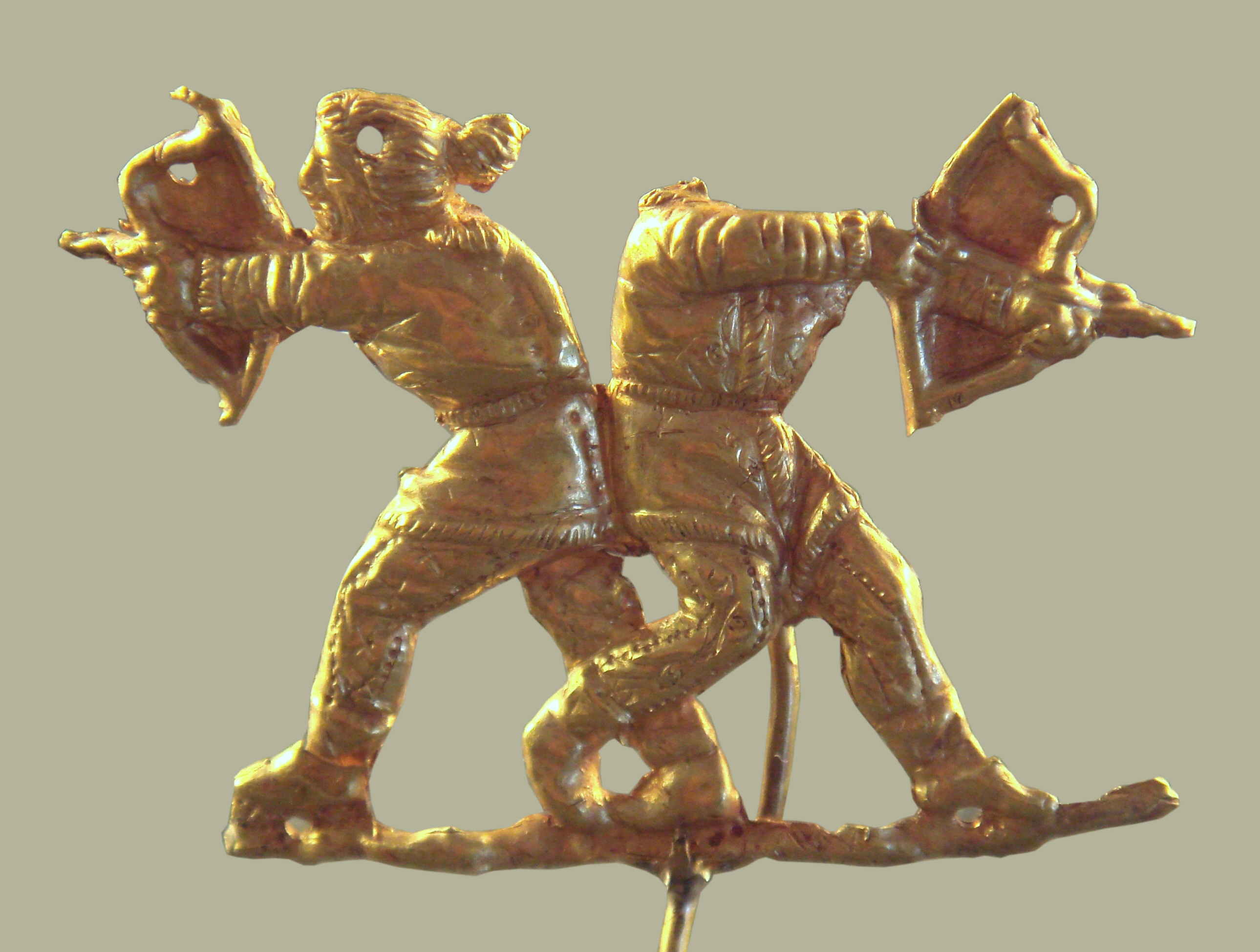
Arqueros escitas practicando tiro con arcos, Panticapea (conocida hoy como Kertch, Ucrania), siglo IV antes de Cristo.

En la edad de piedra, la gente usaba huesos afilados, piedras talladas, escamas (lascas) y trozos de roca como armas y herramientas. Tales artículos se mantuvieron en uso a lo largo de la civilización humana, junto con los nuevos materiales utilizados con el paso del tiempo. Como artefactos arqueológicos tales objetos son clasificados como puntas líticas, sin especificar si eran para ser proyectadas por un arco o por otros medios de lanzamiento.
Tales artefactos se pueden encontrar en todo el mundo. Las que han sobrevivido están hechas, generalmente, de piedra, sobre todo de sílex, obsidiana o chaillé, pero en muchas excavaciones se encuentran puntas de flecha de hueso, madera y metal.
En agosto de 2010 fue publicado un informe sobre las puntas líticas de piedra, que datan de hace 64 000 años, excavadas de las capas de sedimentos antiguos en la cueva de Sibudu, en Sudáfrica, por un equipo de científicos de la Universidad de Witwatersrand. Los exámenes dirigidos por un equipo de la Universidad de Johannesburgo encontraron rastros de residuos de sangre y hueso, y adhesivo hecho de una resina a base de plantas usado para sujetar la punta a una varilla de madera. Esto indicó "el comportamiento exigente cognitivo" necesario para fabricar pegamento.
"La caza con arco y flecha requiere múltiples etapas complejas de planificación, recolección de material, herramienta de preparación e implica una serie de innovadoras habilidades sociales y comunicativas".
El arco y la flecha aparecen en torno a la transición desde el paleolítico superior al mesolítico. Después del final del último periodo glacial, el uso del arco parece haberse extendido a todos los continentes, incluyendo el Nuevo Mundo, excepto en Australia.
Los arcos más antiguos conservados en una sola pieza son los arcos Holmegaard tallados en olmo, originarios de Dinamarca, que fueron fechados en el 9000 antes de Cristo. Los arcos de madera de alto rendimiento están actualmente hechos siguiendo un diseño similar al Holmegaard. Los fragmentos de arcos Stellmoor del norte de Alemania fueron fechados en aproximadamente el 8000 antes de Cristo, pero fueron destruidos en Hamburgo durante la Segunda Guerra Mundial, antes de que la datación por radiocarbono estuviera disponible; su edad se atribuye por asociación arqueológica.
El arco fue un arma importante tanto para la caza como para la guerra desde la prehistoria hasta el uso generalizado de la pólvora en el siglo XVI. La guerra organizada con arcos terminó a mediados del siglo XVII en Europa, pero persistió hasta finales del siglo XIX en las culturas orientales y en la guerra tribal en el Nuevo Mundo. Se ha utilizado recientemente como un arma de guerra tribal en algunas partes del África subsahariana; un ejemplo fue documentado en el año 2009 en Kenia, cuando los Kisii y los Kalenjin se enfrentaron resultando en cuatro muertes.
En el mundo andino, el arco era un arma impopular y poco frecuente (a diferencia de las hondas y estólicas), siendo más propio de las etnias amazónicas. Aunque recientemente se ha indicado que la tecnología del tiro con arco ya se utilizaba hace 5 mil años en la cuenca del Titicaca.

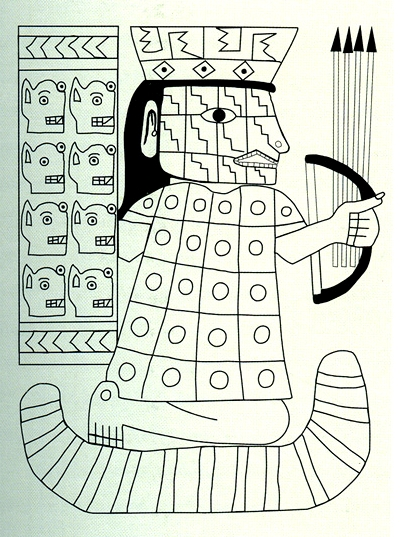
Arquero wari embarcado en un Caballito de totora

La clase alta británica condujo a un renacimiento del tiro con arco a finales del siglo XVIII. Sir Ashton Lever, un anticuario y coleccionista, formó la sociedad toxophilite en Londres en 1781, con el patrocinio de Jorge, el príncipe de Gales.

## Construcción

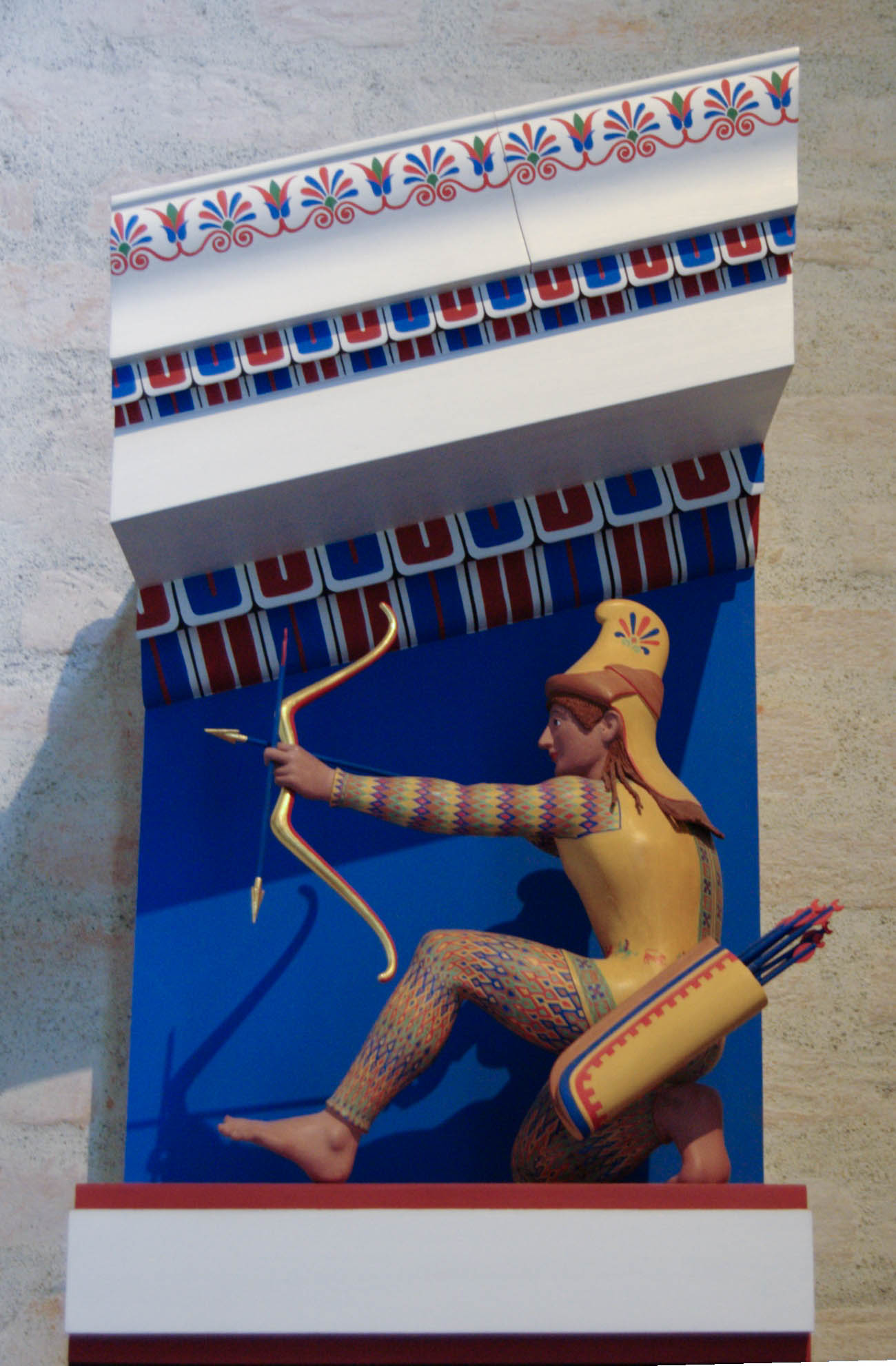
Modelo policromado a pequeña escala del XI arquero del frente oeste del Templo de Aphaea, ca. 505-500 antes de Cristo.

### Partes del arco
Los elementos básicos de un arco son un par de miembros flexibles curvos, tradicionalmente hechos de madera, unidos por una mazarota. Ambos extremos están conectados por una cuerda conocida como la cuerda del arco. Tirando de la cuerda hacia atrás, el arquero ejerce una fuerza de compresión en la sección frontal de la cuerda, o el vientre, de las extremidades, así como a lo largo de la sección exterior, o en la espalda, bajo tensión. Mientras se sostiene la cuerda, esta almacena la energía que más tarde es liberada cuando se suelta la flecha. La fuerza necesaria para mantener inmóvil a la cuerda en una apertura total, a menudo se utiliza para expresar el poder de un arco, y se conoce como su sorteo de peso, o el peso. En igualdad de condiciones, un sorteo más alto del peso, significa un arco más potente, que es capaz de proyectar flechas más pesadas a la misma velocidad o la misma flecha a una velocidad mayor.
Las diversas partes del arco se pueden subdividir en otras secciones. La extremidad superior se conoce como el miembro superior, mientras que la extremidad inferior se le conoce como miembro inferior. En la punta de cada miembro hay un culatín, que se utiliza para fijar la cuerda del arco a las extremidades. La canalización vertical se divide generalmente en el agarre, que es utilizado por el arquero, así como el resto de la flecha y la ventana del arco. El resto de la flecha es una pequeña repisa o ampliación encima de la empuñadura sobre el que la flecha descansa al ser dirigida. La ventana del arco es la parte de la canalización vertical encima de la empuñadura, que contiene el resto de la flecha.
En los arcos dibujados y en los reales, el peso máximo de sorteo está determinado por la fuerza del arquero. La distancia máxima de la cuerda podría ser desplazada y por lo tanto la flecha más larga podría ser disparada de ella, el sorteo de la longitud de un arco, se determina por el tamaño del arquero.
Un arco compuesto utiliza una combinación de materiales para crear las extremidades, lo que permite el uso de materiales especializados para las diferentes funciones de la extremidad de un arco. El arco compuesto clásico utiliza la madera para la ligereza y estabilidad dimensional en el núcleo, el asta para almacenar energía en la compresión, y tendones por su capacidad para almacenar energía en tensión. Estos arcos, típicamente asiáticos, solían utilizar un extremo rígido en el extremo del miembro, que tiene el efecto de un recurvo. Paterson En este tipo de arcos, lo que se conoce por el nombre árabe, "siyah".
Los materiales de construcción modernos para arcos son de madera laminada, fibra de vidrio, metales y componentes de fibra de carbono.

### Flechas

Esquema de una flecha en el que se muestran sus partes.

Una flecha normalmente consiste en un eje con una punta de flecha unida al extremo frontal, con remeras y un culatín en el otro extremo. Las flechas modernas están generalmente hechas de fibra de carbono, aluminio, fibra de vidrio, y los ejes de madera. Los ejes de carbono tienen la ventaja de que no se doblan ni se deforman, pero a menudo pueden tener un peso demasiado ligero para lanzarse desde algunos arcos y son caros. Los ejes de aluminio son menos costosos que los ejes de carbono, pero pueden doblarse y deformarse debido a su uso. Los ejes de madera son la opción menos costosa pero a menudo no serán idénticas en peso y tamaño entre sí y se rompe más a menudo que los otros tipos de ejes. Los tamaños de las flechas varían mucho entre culturas y van desde los muy cortos que requieren el uso de equipo especial para fusilar a los utilizados en las selvas del río Amazonas que son de 8,5 pies (2,6 metros) de largo. La mayoría de las flechas modernas son de 22 pulgadas (56 cm) a 30 pulgadas (76 cm) de largo.
Las flechas vienen en muchos tipos, entre los que se encuentran botonadura, sacudida de cola, cañón, potencia y dirección. Una flecha botonadura es más gruesa en el área de la derecha detrás de las remeras, y se estrecha hacia el culatín y la punta. Una flecha de sacudida de cola es gruesa justo detrás de la punta, y se estrecha hasta el culatín. Una flecha de cañón es más gruesa en el centro. Las flechas de dirección son aquellas flechas utilizadas para tiro al blanco en lugar de la guerra o la caza, y por lo general tienen puntas simples de flecha.
Por razones de seguridad, un arco nunca debe ser utilizado sin una flecha culatiada; sin flecha, la energía que se transfiere normalmente en el proyectil en su lugar se dirige de nuevo hacia el mismo arco, lo que provocará daños en las extremidades o a lo largo del arco.

### Puntas de flecha
El extremo de la flecha que está diseñado para alcanzar el objetivo y le se llama la punta de flecha. Por lo general, estos son elementos separados que están conectados al eje de la flecha por cualquier espiga o encaje. Los materiales utilizados en el pasado para puntas de flecha incluyen sílex, hueso, cuerno, o metal. La mayoría de las puntas de flecha modernas están hechas de acero, pero la madera y otros materiales tradicionales todavía se utilizan de vez en cuando. Un número de diferentes tipos de puntas de flecha son conocidos, los más comunes son pasacintas, puntas de caza y en pilas. Las cabezas Bodkin son picos simples de metal de varias formas, diseñadas para perforar la armadura. Una punta de flecha de caza es generalmente triangular o en forma de hoja y tiene un borde o bordes afilados. Las puntas de caza son comúnmente utilizadas para la caza. Una punta de flecha pila es un cono simple de metal, o bien afilado hasta cierto punto o algo contundente, que se utiliza principalmente para el tiro al blanco. Una cabeza de pila es del mismo diámetro que el eje de la flecha y por lo general sólo se ajusta sobre la punta de la flecha. Otras cabezas conocidas, incluyen la cabeza roma, que es plana en el extremo y se utiliza para la caza menor o para matar pájaros, y está diseñado para no perforar la meta ni incrustarse en los árboles u otros objetos y a pesar de eso, se hace difícil la recuperación. Otro tipo de punta de flecha es una cabeza de púas, por lo general utilizados en la guerra o la caza.

### Cuerdas del arco
Las cuerdas del arco pueden tener un punto de enfleche marcado en ellos, lo que sirve para marcar el lugar donde se ubica la flecha en la cuerda del arco antes de disparar. El área alrededor del punto de enfleche se suele atar con hilo para proteger el área alrededor del punto de enfleche del desgaste por las manos del arquero. En esta sección se encuentra una parte a la que se le denomina, porción. En un extremo de la cuerda del arco se forma un bucle, que es permanente. El otro extremo de la cuerda del arco también tiene un bucle, pero esto no se forma permanentemente en la cuerda del arco sino que se construye atando un nudo en la cuerda para formar un bucle. Tradicionalmente este nudo es conocido como nudo del arquero, pero es una forma de enganche a la madera. El nudo se puede ajustar para alargar o acortar la cuerda del arco. El bucle ajustable se conoce como la "cola". La cuerda es a menudo torcida (a esto se llama la "torcedura del flamenco").
Las cuerdas de arcos se han construido de muchos materiales a lo largo de la historia, incluyendo fibras como el lino, seda y cáñamo. Otros materiales utilizados eran las tripas de animales, tendones de animales y cuero crudo. Fibras modernas, tales como Dacron o Kevlar ahora se utilizan en la construcción de cuerdas de arcos de manera comercial, así como cables de acero en algunos arcos compuestos. Los arcos compuestos tienen un sistema mecánico de polea con levas sobre la que se enrolla la cuerda del arco. El nailon es útil sólo en situaciones de emergencia, ya que se extiende demasiado.

## Tipos de arco

Arco y flecha en la heráldica.

No hay ningún sistema de clasificación de los arcos aceptado. Los arcos se pueden describir por varias características, incluyendo los materiales utilizados, la longitud del empate que permiten, la forma del arco a la vista de lado, y la forma de la extremidad en la sección transversal.
Entre los tipos más comunes de arcos se incluyen:
1. Arco recurvo: es un arco con la punta curva lejos del arquero. Las curvas se enderezan a medida que se estira el arco y la punta regresa a su estado curvo después de la liberación de la flecha, añadiendo velocidad extra a la flecha.[37]
2. Arco reflejo: es un arco cuyos miembros son totalmente curvos y se alejan del arquero cuando son desencordados. Las curvas son opuestas a la dirección en la que el arco se flexiona mientras es estirado.[37]
3. Arco simple: es un arco hecho de una sola pieza de madera.[30]
4. Arco largo: es un arco con extremidades redondeadas en sección transversal, de la misma altura que el arquero para permitir un tensado completo, por lo general tiene más de 5 pies (1,5 metros) de largo. El arco largo europeo tradicional se hace generalmente de madera de tejo, pero también se utilizan otros tipos de maderas.[38]
5. Arco plano: es un arco cuyas extremidades son aproximadamente rectangulares en sección transversal. Este era tradicional en muchas sociedades nativas americanas y se encontró que era la forma más eficiente para las extremidades de un arco por ingenieros norteamericanos en el siglo XX.
6. Arco compuesto: es un arco hecho de más de un material.[36]
7. Arco desmontable: es un arco que se puede desmontar para el transporte, y por lo general consta de 3 partes: 2 extremidades y una sección vertical.
8. Arco de poleas: es un arco con soportes mecánicos para ayudar con el estiramiento de la cuerda del arco. Por lo general, estos soportes son poleas en las puntas de las extremidades.[16]

## Ballesta
En una ballesta, las extremidades del arco, llamadas pinchos, se unen en ángulo recto con un travesaño o mango con el fin de permitir la tracción mecánica y el estiramiento de la cuerda. El mecanismo que mantiene la cuerda estirada posee un lanzador o disparador que permite a la cuerda ser puesta en libertad. Una ballesta dispara un "perno" o "camorra", en lugar de una flecha.

## Expresiones relacionadas
- Armar el arco: prepararlo o dispararlo para tirar.
- Arco de tejo y cureña de serval, cuando disparan, hecho han el mal: denota ponderativamente lo quebradizo de ambas materias, que hace por lo común recibir más daño al que dispara que al enemigo.
- Arco de tejo, recio de armar y flojo de dejo: la madera de tejo no es apropiada para hacer arcos.
- Arco que mucho brega, o él o la cuerda: el mucho trabajo quebranta las fuerzas; en otro sentido, la avaricia rompe el saco.
- Arco siempre armado, o flojo o quebrado: así como el arco que está siempre tirante o se rompe o se relaja y pierde la fuerza, así también las cosas humanas no pueden subsistir mucho tiempo en posición extremadamente violenta, en un estado de rígida tirantez, etc...[41]

## Citas adicionales
- Collins, Desmond (1973).  Cambridge University Press, ed. Background to archaeology: Britain in its European setting (Revised edición). ISBN 0-521-20155-1.
- Elmer, R. P. (1946).  A. A. Knopf, ed. Target Archery: With a History of the Sport in America. Nueva York. OCLC 1482628.
- Heath, E. G. (1978).  Faber and Faber, ed. Archery: The Modern Approach. Londres. ISBN 0-571-04957-5.
- Paterson, W. F. (1984).  St. Martin's Press, ed. Encyclopaedia of Archery. Nueva York. ISBN 0-312-24585-8.
- Sorrells, Brian J. (2004).  Stackpole Books, ed. Beginner's Guide to Traditional Archery. Mechanicsburg, PA. ISBN 978-0-8117-3133-1.
- Stone, George Cameron (1999) [1934].  Dover Publications, ed. A Glossary of the Construction, Decoration, and Use of Arms and Armor in All Countries and in All Times (Reprint edición). Mineola. ISBN 0-486-40726-8.
- Chamussy, Vincent (2012). «EMPLEO DE LAS ARMAS ARROJADIZAS DEL ÁREA CENTRO-ANDINA: ¿ARMAS DE CAZA O DE GUERRA?». Arqueología Y Sociedad (24): 43-86. ISSN 0254-8062.

## Para leer más
- Gad Rausing, "The Bow", Lund University Acta Archaeologica Lundensia Serie in 8° No 6, 1967
- The Traditional Bowyers Bible Volume 1. 1992 The Lyons Press. ISBN 1-58574-085-3
- The Traditional Bowyers Bible Volume 2. 1992 The Lyons Press. ISBN 1-58574-086-1
- The Traditional Bowyers Bible Volume 3. 1994 The Lyons Press. ISBN 1-58574-087-X
- The Traditional Bowyers Bible Volume 4. 2008 The Lyons Press. ISBN 978-0-9645741-6-8
- U. Stodiek/H. Paulsen, "Mit dem Pfeil, dem Bogen..." Techniken der steinzeitlichen Jagd. (Oldenburg 1996).
- Gray, David, "Bows of the World". The Lyons Press, 2002. ISBN 1-58574-478-6
- Comstock, Paul. "The Bent Stick"

- Datos: Q19827042
- Multimedia: Archery equipment / Q19827042